# 能量轉換效率

在能量轉換的過程中，輸出的能量永遠小於輸入的能量

能量轉換效率（energy conversion efficiency，η ）是指一個能量轉換設備所輸出可利用的能量相對其輸入能量的比值。輸出的可利用能量可能是電能、機械功或是熱量。輸入能量與輸出可利用能量的差值，稱為能量損耗。當能量轉換流程的效率愈高，能量損耗就愈少。工程師都會盡可能提高能量轉換效率，以節省能量損耗產生的浪費與費用。
能量轉換效率沒有一致的定義，主要和輸出能量可利用的程度有關。
{\displaystyle \eta ={\frac {P_{\mathrm {out} }}{P_{\mathrm {in} }}}}
一般而言能量轉換效率是一個介於0到1之間的無量綱數字，有時也會用百分比表示。能量轉換效率不可能超過100%，因为永動機不存在。不過像熱泵之類的設備將熱由一處移到另一處，不是進行能量的轉換，其性能係數往往會超過100%。
以下的效率都是能量轉換效率。
- 電效率，可用功率輸出及總耗電的比例。
- 机械效率，由一種機械能（例如水的位能）轉換成另一種機械能或機械功。
- 熱效率或燃料效率（英语：Fuel efficiency），可用的熱或功輸出與輸入能量（或消耗燃料對應的能量）的比例。
- 總效率，一般用在汽電共生的場合，可用的電能及熱能相對輸入能量的比例。
- 照明效率，所產生電磁輻射在可見光範圍內的比例。

## 燃料熱值和效率
燃料的燃燒熱可以以其HHV（高熱值）或LHV（低熱值）表示，高熱值的燃燒熱是在燃燒後，生成物的水蒸氣已凝結成液態時的燃燒熱，因此加上水凝結時的潛熱。低熱值的燃燒熱則是在燃燒後，生成物的水蒸氣仍維持氣態時的燃燒熱，不考慮水凝結時的潛熱。
燃料熱值的選用會影響其能量轉換效率的計算。在歐洲一燃料可產生的能量是其低熱值表示，不考慮水凝結時的潛熱，以若此方式計算冷凝式鍋爐的「熱效率」，其數值可能會超過100%，其原因是其工作原理會利用到部份水凝結時的潛熱，但計算輸入能量時未考慮此部份所造成，不違反熱力學第一定律。在歐洲以外的國家，一燃料可產生的能量是其高熱值表示，已考慮水凝結時的潛熱，以此為基礎計算能量轉換效率，其數字就不可能超過100%。

## 不同能量轉換方式的效率
|                                              | 能量效率 |
| -------------------------------------------- | --- |
| 內燃机及外燃机                               | 10-50% |
| 燃氣渦輪發動機                               | 最大可到40%                                                                                                   |
| 燃氣渦輪發動機加上蒸汽渦輪發動機（複合循環） | 最大可到60%                                                                                                   |
| 水力發動機                                   | 最大可到90%                                                                                                   |
| 風力發動機                                   | 最大可到59%（理論上限）                                                                                       |
| 2008年世界发电                               | 总产量 39%, 净产出 33%                                                                                        |
| 太阳能电池                                   | 6%-40%（和使用技術有關，一般的效率約15%，理論上限為85%-90%）                                                  |
| 槍械                                         | ~30%（.300英吋的子彈）                                                                                        |
| 燃料電池                                     | 最大可到85%                                                                                                   |
| 水的電解                                     | 50%-70%（理論上限為80%-94%）                                                                                  |
| 光合作用                                     | 最大可到 6%                                                                                                   |
| 肌肉                                         | 14% - 27% |
| 电动机                                       | 30-60%（功率小於10瓦的小电动机），50-90%（功率在10瓦到200瓦之間的电动机），70–99.99%（功率超過200瓦的电动机） |
| 家用冰箱                                     | 低階系統約20%，高階系統40-50%                                                                                 |
| 電燈泡                                       | 5-10% |
| 發光二極體                                   | 最大可到35%                                                                                                   |
| 螢光燈                                       | 28% |
| 鈉燈                                         | 40.5% |
| 金屬鹵化物燈                                 | 24% |
| 開關電源                                     | 實務應用可以到95%                                                                                             |
| 电淋浴器                                     | 90-95% |
| 电热器                                       | 約95% |